# Schizembia bryophila
Schizembia bryophila är en insektsart som beskrevs av Ross 2003. Schizembia bryophila ingår i släktet Schizembia och familjen Anisembiidae. Inga underarter finns listade.